# Huracà Ioke
Huracà Ioke o Tifó Ioke (designació internacional: 0612, JTWC denominació: 01C, i, a vegades anomenat Super Tifó Ioke) va ser l'huracà més fort mai registrat en el Pacífic Central. La primera forma de tempesta al Pacífic Central el 2006 la temporada d'huracans del Pacífic. Ioke va batre el rècord de llarga vida i extremadament potent tempesta que va travessar el Pacífic durant 19 dies, assolint l'equivalent de la categoria 5 sobre l'escala de Saffir-Simpson, fins a tres cops.
Com a resultat de la seva durada i intensitat, assolí un índex d'energia ciclònica acumulada de 82 —un nou rècord mundial.